# Victoria & Abdul: Nữ hoàng & tri kỷ
Victoria & Abdul: Nữ vương & tri kỷ (tên gốc tiếng Anh: Victoria & Abdul) là một bộ phim tiểu sử hài-chính kịch 2017 của Anh Quốc do Stephen Frears đạo diễn và Lee Hall viết kịch bản, dựa trên cuốn sách cùng tên của Shrabani Basu về một mối quan hệ có thật giữa Victoria của Anh và người hầu Hồi giáo Ấn Độ Abdul Karim . Tại lễ trao giải Quả cầu vàng lần thứ 75, phim nhận một đề cử giải Quả cầu vàng cho nữ diễn viên phim ca nhạc hoặc phim hài xuất sắc nhất cho Judi Dench.

## Diễn viên
- Judi Dench vai Victoria của Anh
- Ali Fazal vai Abdul Karim (Giáo viên)
- Tim Pigott-Smith vai Henry Ponsonby
- Eddie Izzard vai Bertie, Thân vương xứ Wales
- Adeel Akhtar vai Mohammed
- Michael Gambon vai Robert Gascoyne-Cecil, Hầu tước đệ Tam
- Paul Higgins vai Sir James Reid, Tòng Nam Tước đệ Nhất
- Olivia Williams vai Jane Spencer, Baroness Churchill
- Fenella Woolgar vai Harriet Phipps
- Julian Wadham vai Alick Yorke
- Robin Soans vai Arthur Bigge, Nam Tước đệ Nhất vùng Stamfordham
- Simon Callow vai Giacomo Puccini
- Simon Paisley Day vai Tyler
- Amani Zardoe vai Công chúa Helena của Vương quốc Anh
- Sophie Trott vai Sophia of Prussia
- Penny Ryder vai Sophia of Nassau
- Joe Caffrey vai Bếp Phó
- Tim McMullan vai Tailor
- Jonathan Harden vai Wilhelm II, Hoàng đế Đức
- John Rowe vai Bồi Bàn trưởng

## Giải thưởng
| Năm  | Lễ trao giải                                          | Hạng mục                                                                        | Đề cử                           | Kết quả   |
| ---- | ----------------------------------------------------- | ------------------------------------------------------------------------------- | ------------------------------- | --------- |
| 2017 | Liên hoan phim Heartland                              | Giải thưởng hình ảnh chuyển động chân thực                                      | Stephen Frears                  | Đoạt giải |
| 2017 | Liên hoan phim Hollywood                              | Giải thưởng nhà soạn nhạc phim điện ảnh Hollywood                               | Thomas Newman                   | Đoạt giải |
| 2018 | Giải thưởng Hiệp hội phê bình phim Bắc Texas          | Nữ diễn viên xuất sắc nhất                                                      | Judi Dench                      | Đề cử     |
| 2018 | Giải AACTA                                            | Nữ diễn viên xuất sắc nhất                                                      | Judi Dench                      | Đề cử     |
| 2018 | Giải Quả cầu vàng                                     | Nữ diễn viên phim ca nhạc hoặc phim hài xuất sắc nhất                           | Judi Dench                      | Đề cử     |
| 2018 | Giải SAG lần thứ 24                                   | Giải SAG cho nữ diễn viên chính xuất sắc nhất                                   | Judi Dench                      | Đề cử     |
| 2018 | Giải thưởng vòng tròn phê bình phim London lần thứ 38 | Nữ diễn viên Vương quốc Liên hiệp Anh và Bắc Ireland / Cộng hòa Ireland của năm | Judi Dench                      | Đề cử     |
| 2018 | Giải thưởng AARP dành cho người lớn                   | Nữ diễn viên xuất sắc nhất                                                      | Judi Dench                      | Đề cử     |
| 2018 | Giải thưởng truyền hình vệ tinh                       | Nữ diễn viên phim chính kịch xuất sắc nhất                                      | Judi Dench                      | Đề cử     |
| 2018 | Giải thưởng truyền hình vệ tinh                       | Kịch bản chuyển thể xuất sắc nhất                                               | Lee Hall                        | Đề cử     |
| 2018 | Giải thưởng truyền hình vệ tinh                       | Thiết kế phục trang đẹp nhất                                                    | Consolata Boyle                 | Đề cử     |
| 2018 | Giải thưởng Học viện Điện ảnh và Truyền hình Ireland  | Thiết kế phục trang đẹp nhất                                                    | Consolata Boyle                 | Đoạt giải |
| 2018 | Giải BAFTA lần thứ 71                                 | Hóa trang xuất sắc                                                              | Daniel Phillips và Lou Sheppard | Đề cử     |
| 2018 | Giải Oscar lần thứ 90                                 | Giải Oscar cho hóa trang xuất sắc nhất                                          | Daniel Phillips và Lou Sheppard | Đề cử     |
| 2018 | Giải Oscar lần thứ 90                                 | Giải Oscar cho thiết kế phục trang đẹp nhất                                     | Consolata Boyle                 | Đề cử     |